# Dashi Namdakov
Dashinima (Dashi) Balzhanovich Namdakov, généralement appelé Dashi Namdakov (en russe : Даши Намдаков), né le 16 février 1967 à Ukurik, est un sculpteur bouriate, membre de l'Union des artistes russes.
Originaire d'une région où la religion bouddhique et la mythologie shamanique se mélangent, il est inspiré par les peuples turques de Sibérie, les contes et légendes épiques bouriates et les arts de Chine et du Japon. Son travail utilise le bronze, le bois, parfois des pierres précieuses

## Biographie
Dashi Namdakov est né le 16 février 1967 dans le village bouriate de Ukurik, Raïon de Khiloksky (ru), dans l'Oblast de Tchita (aujourd'hui, Kraï de Transbaïkalie), en fédération de Russie. Son nom bouriate est Dashinima (Dashi Nima) qui signifie dans cette langue, Soleil chanceux. Il est le sixième enfant, parmi huit de Balzhan et Buda-Khanda Namdakov.
La famille de Dashi descend d'une famille de forgerons.
Il dessine la pochette de l'album Khatar (Хатар) du groupe bouriate Namgar, en 2003.
En mai 2011, il expose au Kremlin de Kazan.
Il expose un portrait en Bronze de Genghis Khan à la galerie Halcyon, près de Hyde Park, à Londres, le 14 avril 2012. Le 11 mai 2015, sa sculpture intitulée « She Guardian » est installée dans Hyde Parc[réf. souhaitée].
Il expose au National Arts Club (en) de New York en juin 2013.